# Александар Дворников
Александар Владимирович Дворников (рус. Александр Владимирович Дворников; рођен 22. августа 1961) је генерал Копнене војске Русије и Херој Руске Федерације.
Дворников се придружио Совјетској армији 1978. године након што је завршио војну школу у Усуријску. Затим је уписао Московску школу за обуку високе команде, коју је дипломирао четири године касније, након чега је служио у Далекоисточном војном округу. Затим је студирао на Војној академији Фрунзе, коју је дипломирао 1991. Дворников је упућен у Западну групу снага, на функцији команданта батаљона у 6. гардијској стрељачкој бригади.
Крајем 1990-их командовао је пуковима у 10. гардијској тенковској дивизији и 2. гардијској стрељачкој дивизији. Дворников је постао начелник штаба, а потом и командант мотопушака у Северно-кавкаском војном округу. По завршетку Војне академије Генералштаба постао је заменик команданта и начелник штаба 36. армије. Дворников је 2008. преузео команду над 5. армијом Црвене заставе.
Након што је служио као заменик команданта Источног војног округа, Дворников је постао начелник штаба Централног војног округа, који је месец дана обављао функцију вршиоца дужности команданта. У септембру 2015. постао је први командант руских оружаних снага у Сирији на почетку руске војне интервенције у Сирији. Дворников је добио звање Хероја Руске Федерације за руковођење руском војном интервенцијом у Сирији и у септембру 2016. године постављен је за команданта Јужног војног округа.

## Младост и совјетска војна каријера
Дворников је рођен 22. августа 1961. године у Уссуријску. Завршио је Суворовску војну школу 1978. године и придружио се Совјетској армији. Дворников је стекао даље образовање у Московској школи за обуку високе команде коју је дипломирао 1982.
Од 1982. године служио је у Далекоисточном војном округу као командир вода, а потом и чете, и као начелник штаба батаљона. Године 1991. Дворников је дипломирао на Војној академији Фрунзе. Постао је заменик команданта батаљона Западне групе снага.

## Каријера у руским копненим снагама
Између 1992. и 1994. године, Дворников је командовао 154. издвојеним моторним стрељачким батаљоном 6. гардијске мотострељачке бригаде. Године 1995. постао је начелник штаба и заменик команданта 248. моторног стрељачког пука 10. гардијске тенковске дивизије. Дворников је постао командант пука 1996. године. Дана 20. јануара 1996. године одликован је Орденом за војне заслуге. 2. фебруара 1996. године одликован је Орденом за храброст.
Године 1997. прелази на команду 1. гардијског моторног стрељачког пука 2. гардијске таманске моторне дивизије у Московском војном округу. Од новембра 1999. до априла 2000. године, 1. гардијски моторизовани пук под његовом командом учествовао је у противтерористичкој операцији у Чеченској Републици, а посебно је учествовао у нападу на Грозни.
Између 2000. и 2003. био је начелник штаба, а затим командант 19. стрељачке дивизије у Северно-кавкаском војном округу. 6. маја 2000. одликован је Орденом „За заслуге према отаџбини“ 4. степена са мачевима. Дворников је завршио Војну академију Генералштаба 2005.
Дворников је 2005. године постао заменик команданта и начелник штаба 36. армије у Сибирском војном округу. 2008. године преузео је команду над 5. армијом Црвене заставе. Дворников је постао заменик команданта Источног војног округа 2011. године. Од маја 2012. до јуна 2016. године обављао је дужност начелника штаба и првог заменика команданта Централног војног округа. У периоду од новембра до децембра 2012. био је вршилац дужности команданта округа.
Дана 13. децембра 2012. Дворников је постао генерал-потпуковник. Дана 13. децембра 2014. године унапређен је у чин генерал-пуковника. У септембру 2015. Дворников је постао први командант руских оружаних снага у Сирији током руске војне интервенције у Сирији . За своје вођство 17. марта 2016. добио је титулу Хероја Руске Федерације. Познат је као „Сиријски месар“ због гађања цивила док је командовао трупама у региону.
У јулу 2016. Дворников је постао вршилац дужности команданта Јужног војног округа. На функцији је потврђен 20. септембра 2016. Указом председника Путина, Дворников је 23. јуна 2020. унапређен у чин армијског генерала.
У априлу 2022. Дворников је био задужен за војне операције током руске инвазије на Украјину 2022. године.